# Olympique Lyonnais
Olympique Lyonnais (često nazivan Lyon ili samo OL) je francuski nogometni klub iz Lyona. Klub se trenutno natječe u prvoj francuskoj nogometnoj ligi, poznatijoj pod imenom Ligue 1. Prema navijačima i sportskim povjesničarima, klub je osnovan kao Lyon Olympique Universitaire davne 1899. godine, ali su se nacionalno etablirali kao službeni klub 1950. godine. Najbolje razdoblje kluba do danas je prvo desetljeće 21. stoljeća. Svoj prvi naslov u Ligue 1 Lyon je osvojio u sezoni 2001./02. i time započeo rekordni niz od čak sedam uzastopnih osvajanja naslova prvaka prve francuske nogometne lige. Lyon je također osvojio rekordnih sedam naslova pobjednika francuskog superkupa, pet naslova francuskog kupa i tri naslova osvajača druge francuske nogometne lige (Ligue 2). 
U prestižnom nogometnom natjecanju Liga prvaka, Lyon je do danas nastupio 12 puta, a tijekom sezone 2009./10. ostvario je svoj najbolji rezultat plasiravši se u polufinale tog natjecanja, nakon što je prethodna tri puta bio izbačen u četvrtfinalu. Svoje domaće utakmice Olympique Lyonnais igra na stadionu Parc Olympique Lyonnais koji može primiti 59.186 gledatelja, a nalazi se u Décines-Charpieu, predgrađu grada Lyona. Na utakmicama kod kuće, klub nastupa u svojim tradicionalnim dresovima koje čine bijela, crvena i plava boja. Lyon je bio član skupine G14 koju čine najjači nogometni klubovi iz Europe, a također su jedni od osnivača njezinog nasljednika - Europskog udruženja klubova. 
Olympique Lyonnais jedan je od najpopularnijih klubova u Francuskoj. Prema anketi iz 2009. godine otprilike 11 % stanovništva te zemlje navija za Lyon, a klub taj broj dijeli s Paris Saint-Germainom. Ispred njih je samo Olympique de Marseille. Nadimak kluba, Les Gones, u regionalnom dijalektu iz Lyona znači "klinci". Predsjednik kluba je Jean-Michel Aulas, a trenutni trener je Bruno Génésio. Olympique Lyonnais također ima i vrlo uspješan ženski nogometni tim koji je do danas osvojio prvenstvo rekordnih jedanaest puta. Ženski nogometni klub također je osvojio žensku Ligu prvaka 2011., 2012. i 2016. godine.

## Povijest
U početku je Olympique Lyonnais osnovan kao Lyon Olympique Universitaire 1896. godine kao više-sportski klub. Nakon mnogih unutarnjih sukoba u vezi zajedničkog rada amatera i profesionalaca u klubu, tadašnji menadžer kluba Félix Louot i njegova ekipa razmišljali su o osnivanju vlastitog kluba. Dana 3. kolovoza 1950. godine, Louotov plan se ostvario kada je dr. Albert Trillat, između ostalih, osnovao Olympique Lyonnais. Prvi trener kluba bio je Oscar Heisserer, a 26. kolovoza 1950. godine klub je odigrao svoju prvu službenu utakmicu pobijedivši CA Paris-Charenton rezultatom 3:0 pred tri tisuće navijača. Već u drugoj godini svog postojanja, Lyon je osvojio naslov prvaka druge francuske nogometne lige (Ligue 2) i automatski ušao u Ligue 1. 
Tijekom 60-ih i 70-ih godina prošlog stoljeća, Lyon je polučio osrednje uspjehe pod vodstvom igrača kao što su Fleury Di Nallo, Nestor Combin, Serge Chiesa, Bernard Lacombe i Jean Djorkaeff. Trener Lucien Jasseron osvojio je s Lyonom njihov prvi naslov prvaka francuskog kupa 1964. godine, pobijedivši u završnici Bordeaux rezultatom 2:0. Klub je također igrao vrlo dobro u Ligue 1 pod vodstvom trenera Jasserona sve do sezone 1965./66. koju su završili na dalekom 16. mjestu pa je trener otpušten. Njegova zamjena bio je Louis Hon koji je doveo Lyon do njihovog drugog naslova prvaka francuskog kupa nakon 3:1 pobjede protiv Sochauxa u sezoni 1966./67. Početkom 70-ih klub je vodila bivša nogometna zvijezda Aimé Mignot. Pod njegovim vodstvom Lyon je osvojio treći naslov prvaka francuskog kupa pobijedivši 2:1 Nantes u finalu u sezoni 1972./73. .
U lipnju 1987. godine, klub Olympique Lyonnais je kupio biznismen Jean-Michel Aulas koji je preuzeo kontrolu nad klubom s namjerom pretvaranja istog u etablirani nogometni klub koji će se boriti za naslov prvaka Ligue 1. Njegov ambiciozni plan, nazvan OL - Europa, osmišljen je kako bi se klub još više razvio kroz europska natjecanja u razdoblju od najviše četiri godine. Prvi trener bio je Raymond Domenech. Novi predsjednik dao je Domenechu odriješene ruke pa je ovaj mogao pozvati kojeg god igrača je želio i smatrao sposobnim da pomogne klubu u njihovim ambicijama. Već u prvoj sezoni Domenecha, klub se kvalificirao za kup UEFA. Nažalost, tijekom ostatka njegove trenerske karijere klub nije polučio zapaženije rezultate. Domenecha ja kasnije zamijenio francuski internacionalac Jean Tigana, koji je klub odveo do impresivnog drugog mjesta Ligue 1 u sezoni 1994./95. 
Na početku novog tisućljeća, Lyon je počeo ostvarivati velike rezultate u francuskom nogometu. Tijekom tog vremena, postao je vodeći francuski nogometni klub, našavši se ispred velikih klubova kao što su Olympique de Marseille i Paris Saint-Germain te također postavši najbogatiji klub i jedan od najpopularnijih. Lyon je postao poznat po razvijanju mnogih nogometnih talenata koji će postati popularni ne samo u Francuskoj, već i u inozemstvu. Među njima su svakako Michael Essien, Florent Malouda, Juninho Pernambucano, Cris, Éric Abidal, Mahamadou Diarra, Patrick Müller i Karim Benzema. Svoj prvi naslov prvaka Ligue 1 Lyon je osvojio u sezoni 2001./02. čime je započelo rekordno osvajanje od sedam uzastopnih naslova prvaka. Tijekom tog razdoblja, klub je također osvojio i još jedan naslov pobjednika francuskog kupa, svoj prvi naslov pobjednika francuskog liga kupa i rekordnih sedam naslova prvaka superkupa. Klub je također uspješno nastupao i u europskim natjecanjima našavši se tri puta u četvrt-finalu lige prvaka, te jednom u polufinalu. Njihova dominacija u Ligue 1 završena je u sezoni 2008./09. kada je prvakom francuske postao Bordeaux i to nakon što je OL upropastio vodstvo kojeg je imao u domaćem prvenstvu tijekom cijele sezone, osvojivši zadnja dva mjeseca u prvenstvu iznimno mali broj bodova.

## Vodstvo kluba i financije
Vlasnik kluba Olympique Lyonnais je biznismen Jean-Michel Aulas, koji je klub kupio 15. lipnja 1987. godine. Aulas je osnivač i glavni direktor tvrtke CEGID (Compagnie Européenne de Gestion par l'Informatique Décentralisée). Nakon što je otplatio sve klupske dugove, Aulas je restrukturirao kompletni menadžment i reorganizirao financije te, u nepuna dva desetljeća, pretvorio Lyon iz drugorazrednog kluba u jedan od najbogatijih nogometnih klubova na svijetu. Međutim, Aulas je također kritiziran da klub vodi kao da je u pitanju neki biznis. Klub se trenutno nalazi na europskoj burzi pod imenom OL Groupe (inicijali OLG).
U travnju 2008. godine poslovni magazin Forbes stavio je Lyon na 13. mjesto najprofitabilnijih nogometnih klubova u svijetu. Magazin je procijenio njegovu vrijednost na 408 milijuna dolara (275,6 milijuna Eura), isključujući dug. U veljači 2009. godine, Lyon se našao na 12. mjestu Deloitteove liste nogometnih klubova s procijenjenom zaradom od 155,7 milijuna Eura u sezoni 2007./08., što ga čini jednim od najboljih nogometnih klubova u svijetu.
Aulas se trenutno nalazi na čelu Europskog udruženja klubova, sportske organizacije koja predstavlja nogometne klubove u Europi.
 Od 10. studenog 2009.
| Menadžment kluba | Menadžment kluba   |
| --- | ------------------ |
| \| Predsjednik i direktor \| Jean-Michel Aulas \| \| Izvršni direktor \| Thierry Sauvage \| \| Sportski direktor \| Marino Faccioli \| \| Direktor za komunikacije \| Olivier Blanc \| \| Direktor prodaje \| Olivier Bernardeau \| \| Direktor marketinga \| Didier Kermarrec \| \| Direktor osiguranja \| Annie Saladin \| \| Direktor posebnih operacija \| Mathieu Giraud \| \| Posebni savjetnik \| Bernard Lacombe \| |                    |
| Predsjednik i direktor | Jean-Michel Aulas  |
| Izvršni direktor | Thierry Sauvage    |
| Sportski direktor | Marino Faccioli    |
| Direktor za komunikacije | Olivier Blanc      |
| Direktor prodaje | Olivier Bernardeau |
| Direktor marketinga | Didier Kermarrec   |
| Direktor osiguranja | Annie Saladin      |
| Direktor posebnih operacija | Mathieu Giraud     |
| Posebni savjetnik | Bernard Lacombe    |

## Stadion(i)
Olympique Lyonnais je igrao na stadionu Stade de Gerland od početka svog postojanja, 1950. godine. Godine 1910. tadašnji gradonačelnik Lyona, Édouard Herriot, došao je na ideju razvitka i gradnje sportskog stadiona s atletskom stazom i velodromom u gradu. Godine 1912. gradnja stadiona službeno je odobrena, a posao njegove konstrukcije i razvoja pala je na Tonyja Garniera. Sama gradnja započela je 1914. godine uz nadu da će završiti iste godine. Nažalost, zbog Prvog svjetskog rata, gradnja je prekinuta, ali je nastavljena i stadion je dovršen 1919. godine, a kompletno funkcionalan postao je 1920. godine. Godine 1926. Stade de Gerland je inaugurirao sam Herriot. 
Olympique Lyonnais na Gerlandu je igrao u razdoblju od 1950. pa sve do siječnja 2016. godine. Stadion je u početku imao i biciklističku stazu, ali je ona kasnije uklonjena kako bi se povećao kapacitet sjedala. Godine 1984. arhitekt Rene Gagis napravio je manje renovacije na stadionu koje su uključivale izgradnju tribina Jean Bouin i Jean Jaurès. Daljnje renovacije napravljene su kako bi se stadion u potpunosti pripremio za svjetsko nogometno prvenstvo 1998. godine, jer je već tada FIFA zahtijevala da svi stadioni na kojima se igraju utakmice svjetskih prvenstava moraju imati samo sjedeća mjesta, a ne i stajaća. Sjeverne i južne tribine, poznate pod imenima Jean Jaurès i Jean Bouin su u potpunosti srušene i nanovo izgrađene, a atletske staze koje su ostale čak i nakon uklanjanja biciklističke staze su također maknute. Arhitekt Albert Constantin napravio je navedene renovacije stadiona. Kapacitet stadiona Gerland danas iznosi 40,494 sjedala.
Dana 1. rujna 2008. godine predsjednik Lyona, Jean-Michel Aulas, službeno je najavio plan gradnje novog stadiona kapaciteta 60.000 gledatelja, nazvan OL Land, koji bi se trebao izgraditi na 50 hekara zemlje koja se nalazi u Décines-Charpieu, predgrađu Lyona. Dana 13. listopada iste godine projekt je službeno odobren od strane države i grada, a procijenjeno je da je izgradnja stadiona u konačnici koštala 180 milijuna Eura javnog novca te dodatnih 60-80 milijuna Eura iz urbane zajednice Lyona. Međutim, još otkad je najavljena izgradnja novog stadiona klupski napori da se započne s gradnjom bili su usporeni zbog administrativnih procedura, političkih interesa i različitih grupa koje smatraju da gradnja stadiona financijski, ekološki i društveno neće pomoći poreznim obveznicima i općenito zajednici Décinesa.
Dana 22. rujna 2009. godine francuske novine L'Equipe objavile su da je OL Land službeno izabran od strane francuskog nogometnog saveza kao jedan od 12 stadiona na kojem će se igrati utakmice europskog nogometnog prvenstva 2016. godine. Savez je službeno objavio 11. studenog 2009. godine da je Lyon izabran kao jedan od gradova u kojem će se igrati utakmice spomenutog prvenstva.
Izgradnja novog stadiona naziva Parc Olympique Lyonnais započela je u ljeto 2013. godine, a 9. siječnja 2016. službeno je otvoren. Svoju prvu utakmicu Olympique Lyonnais je odigrao protiv Troyesa, a domaćini su na kraju slavili rezultatom 4:1 pogodcima Alexandrea Lacazettea, Rachida Ghezzala, Jordana Ferrija i Claudija Beauvuea.

### Trening centar
Centar Tola Vologe je trening centar i glavno sjedište Olympique Lyonnaisa. Nalazi se u samom gradu Lyonu, nedaleko od stadiona Gerland. Centar je dobio ime po Anatoleu Tologeu, često nazivanom Tola Vologe, poznatom sportašu iz Lyona kojeg je ubio Gestapo tijekom Drugog svjetskog rata. Sam centar poznat je po visokom stupnju treninga, a kroz njega je prošlo nekoliko vrlo poznatih nogometaša kao što su Karim Benzema, Hatem Ben Arfa, Sidney Govou i Ludovic Giuly. U centru trenira seniorska momčad Lyona, njegove rezerve, mladi naraštaji (muški i ženski), kao i ženska nogometna momčad. Bivši igrač Lyona, Alain Olio, trenutno je voditelj centra. 

## Boje kluba i dresovi
Od početka njegovog postojanja, službene boje kluba bile su crvena, plava i bijela od kojih je potonja gotovo uvijek bila najdominantnija. Tijekom prvih godina postojanja, Olympique Lyonnais primarno je igrao u isključivo bijelim dresovima. Godine 1955. klupski čelnici odlučili su u kombinaciju dodati crveni i plavi škapular te plave gaćice. Godine 1961. tradicija škapulara je otišla u povijest te su dodane dvije vodoravno postavljene crvene i plave trake. Nakon šest godina klub se ponovno vratio kompletno bijelim dresovima, ali su ostavili crvene i plave trake - ovaj puta postavljene okomito s lijeve strane dresova. Igrači Lyona ovakve su dresove nosili od sezone 1970./71. sve do sezone 1975./76. Za sezonu 2002./03. vlasnik kluba Jean-Michel Aulas rekao je da će se igrači vratiti nošenju tih starih dresova što su i učinili uz sitne modifikacije svake godine te su ih nosili u šest od sedam godina za redom dok su bili prvaci Ligue 1.
Godine 1976. dogodile su se drastične promjene kada su u potpunosti odbačeni bijeli dresovi i zamijenjeni za crvene, slične onima kakve nose igrači Liverpoola. Takve dresove Lyon je nosio do sezone 1989./90. osim u sezonama 1977./78. i 1978./79. kada su igrači nosili dresove s dodanim mornaričko plavim okomitim trakama koje su kasnije proglašene neuspješnim. Nakon završetka sezone 1989./90. klub se ponovno vratio nošenju kompletno bijelih dresova, a na početku sezone 1995./96. vratio se i nošenju okomitih traka koje su, ovoga puta, bile postavljene po sredini dresa umjesto s njegove lijeve strane. Ovaj stil dresova klub je zadržao sve do sezone 2001./02. U sezoni 2009./10. Lyon je nosio bijele dresove s vodoravno postavljenim crvenim i plavim trakama. U Ligi prvaka Lyon je tijekom godina koristio različite boje dresova kao svoj prvi izbor uključujući crvene, mornaričko plave, svijetlo plave, crne, srebrne i florescentno bijele.

## Navijači
Olympique Lyonnais ima vrlo aktivne i izrazito lojalne navijačke skupine koje se sastoje od različitih grupa. Najpoznatija navijačka skupina zove se Bad Gones ("Loši klinci"). Skupina je osnovana 1987. godine, baš oko vremena kad je Jean-Michel Aulas kupio klub, a na stadionu Gerland su locirani na sjevernoj tribini Virage Nord. Tijekom sezone 2007./08. skupina je slavila svoju 20. obljetnicu postojanja. Bad Gones imaju snažnu reputaciju u Europi, zahvaljujući dobrim igrama samog kluba u Ligue 1 i konstanom prisutnošću u europskim natjecanjima, pogotovo Ligi prvaka. 
Još jedna značajna navijačka skupina je i Cosa Nostra Lyon koja se na stadionu Gerland obično nalazi na južnoj tribini Virage Sud. Skupina je osnovana 2007. godine nakon spajanja dviju grupa: Lugdunums koja je postojala od 1993. godine te Nucleo Ultra koja je osnovana 2000. godine. Razlog spajanja dvaju različitih navijačkih skupina u jednu bio je pokušaj postizanja stabilnosti među navijačima. Klub više ne priznaje skupinu kao službenu, ali ona i dalje nastavlja sa svojim radom. Od ostalih navijačkih skupina svakako treba izdvojiti Hex@gones osnovanu 2000. godine čiji navijači također sjede na južnoj tribini; zatim Gastrogones koji sjede na tribini Jean Bouin; i O'Elles Club koji se obično nalaze na tribini Jean Jaurès.
Klub također ima navijačke skupine koje se nalaze izvan samog grada Lyona. Skupina Gones 58 na utakmice dolazi iz Bourgognea, dok skupina Gones 26 dolazi iz obližnjeg Valencea. Tri manje navijačke skupine dolaze iz Septimagonesa, Loups Marchoisa i Dauphigonesa. 

## Statistike i rekordi
| Igrač s najviše nastupa              | Broj utakmica |
| Serge Chiesa                         | 541           |
| Grégory Coupet                       | 518           |
| Fleury Di Nallo                      | 489           |
| Yves Chauveau                        | 438           |
| Sidney Govou                         | 412           |
| Aimé Mignot                          | 400           |
| Juninho                              | 344           |
| Igrač s najviše postignutih pogodaka | Broj pogodaka |
| Fleury Di Nallo                      | 182           |
| Serge Chiesa                         | 134           |
| Bernard Lacombe                      | 128           |
| Alexandre Lacazette                  | 120           |
| Juninho                              | 100           |
| Sonny Anderson                       | 91            |
| Bafétimbi Gomis                      | 91            |

Prva službena utakmica Lyona bila je 3:0 pobjeda protiv kluba CA Paris-Charenton 26. kolovoza 1950. godine. Od svog osnutka klub je odigrao 48 sezona u prvoj francuskoj nogometnoj ligi, odnosno sveukupno 1768 utakmica. Od njih 1768 pobijedili su 686 puta, odigrali neriješeno 442 puta, a 602 utakmice su izgubili. U 9 sezona koliko je klub igrao u Ligue 2, Lyon je odigrao 310 utakmica. Pobijedio je u njih 160, neriješeno odigrao 84 utakmice, a 56 izgubio. Svoju jubilarnu tisućitu pobjedu Lyon je ostvario u sezoni 2003./04. u utakmici protiv Strasbourga. 
Francuz iz Maroka, veznjak Serge Chiesa drži rekord po broju nastupa za Lyon odigravši čak 541 utakmicu u razdoblju od 14 sezona (od 1969. do 1983. godine). Nakon njega slijedi vratar Grégory Coupet koji je u tijeku 11 sezona odigrao 518 utakmica između 1997. i 2008. godine. Uz Sidneyja Govoua, Coupet je jedini igrač u povijesti Lyona koji je osvojio sva četiri domaća natjecanja u kojima taj klub nastupa: Ligue 1, francuski kup, francuski liga kup i francuski superkup. Također, Govou, Coupet i Juninho jedini su igrači koji su sudjelovali u osvajanju svih sedam naslova prvaka Ligue 1. 
Najbolji strijelac kluba do danas je Fleury Di Nallo koji je postigao čak 182 pogotka između 1960. i 1974. godine. Di Nallo se također nalazi na trećem mjestu igrača s najviše nastupa za Lyon: 489 nastupa u 14 godina, odmah iza Chiese i Coupeta. Unatoč impresivnom broju postignutih pogodaka Di Nallo ne drži i rekord najviše postignutih pogodaka u jednoj sezoni. Ta čast pripada Andréu Guyu koji je u sezoni 1968./69. postigao 25 zgoditaka, ali ga je u sezoni 2014./15. prestigao Alexandre Lacazette koji je u istoj postigao 27 pogodaka.
Lyonova najveća pobjeda je 10:0 koju su uspjeli ostvariti čak dva puta: u francuskom kupu u sezoni 1953./54. protiv Ajaccioa, te dvije sezone kasnije (1955./56.) protiv Dellea u istom natjecanju. Lyonova najveća pobjeda u ligi je 7:0 koja se također dogodila dva puta: prva u sezoni 1966./67. protiv Angersa, a druga u sezoni 1997./98. protiv Marseillea. U europskim natjecanjima Lyon je ostvario najveću pobjedu u sezoni 1974./75.: 7:0 protiv FA Red Boysa Differedange iz Luksemburga.

## Suparništva
Povijesno gledano, Lyon je najjačeg suparnika u Ligue 1 imao u Saint-Étienneu s kojim su igrali tzv. Derby du Rhône. Međutim, nakon što je klub postao dominantan na početku novog tisućljeća, stvorili su česta suparništva s klubovima kao što su Marseille, Bordeaux, Paris Saint-Germain i Lille. Lyon također dijeli manje rivalstvo sa susjednim klubovima Grenobleom i AS Lyon Duchèreom. 
Rivalstvo sa Saint-Étienneom započelo je tijekom 60-ih godina prošlog stoljeća nakon što je Lyon učvrstio svoje mjesto u Ligue 1. Radi se o susjednim klubovima (dijeli ih tek 25 kilometara) kao i dva grada potpuno različite povijesti, kako društvene tako i kulturne: za Lyon se oduvijek smatralo da je grad bogataša, dok je Saint-Étienne bio grad radničke klase. Derbi se u današnje vrijeme reklamira kao "najuspješniji francuski nogometni klub u posljednjih 10 godina" (Lyon) protiv "bivšeg najjačeg francuskog kluba" (Saint-Étienne) i često predstavlja jedan od vrhunaca svake sezone Ligue 1. 
Lyonovo suparništvo s Marseilleom seže sve od 23. rujna 1945. godine, kada su klubovi odigrali svoju prvu međusobnu utakmicu. Derbiju se, često nazivanom Sudar Olympiquea ("Choc des Olympiques"), obično daje veliki značaj svake sezone budući se radi o klubovima visokog standarda u Francuskoj između kojih se odlučuje o naslovu prvaka. Marseille, Saint-Étienne i Lyon su jedini francuski klubovi koji su uspjeli osvojiti Ligue 1 četiri puta za redom (Marseilleu je to pošlo za rukom čak dva puta). 

## Sponzori
Dana 7. kolovoza 2009. godine Lyon je službeno objavio da će potpisati Ugovor na 10 godina s poznatom njemačkom tvrtkom Adidas koji je započeo od sezone 2010./11., a zbog kojeg će Lyon zaraditi 5 milijuna Eura godišnje plus dodatnu zaradu od prodaje.
Nakon sezone 2008./09. dugogodišnje sponzorstvo Lyona s francuskom multinacionalnom korporacijom Accor and Renault Trucks je završio. Dana 22. srpnja 2009. godine, tvrtka za internet klađenje BetClic iz Pariza sklopila je Ugovor s Lyonom o stavljanju svojeg loga na Lyonove dresove. Međutim, budući je francuski zakon zabranjivao kockanje na internetu, Lyon nije smio nositi nove dresove. Dana 12. kolovoza 2009. godine, netom prije prve utakmice sezone s Le Mansom, klubu je zabranjeno igranje u navedenim dresovima od strane ligaškog udruženja, pod cijenom gubljenja (eventualnih) osvojenih bodova. Lyon se s tim složio i od te utakmice je nosio dresove bez sponzora dok je igrao na francuskom tlu. Izvan Francuske, Lyon je smio nositi dresove s logom BetClica: dana 25. kolovoza 2009. godine u utakmici Lige prvaka protiv Anderlechta u Belgiji nosili su upravo te dresove. Dana 15. siječnja 2010. godine Lyon je osigurao sponzorstvo s japanskom kompanijom za proizvodnju videoigara Sony Computer Entertainment čiji su logo na dresu nosili do kraja te sezone. Godine 2010. ukinuta je zabrana oglašavanja internet kockanja u Francuskoj, pa je Lyonu bilo dopušteno da noseći njihov logo igra utakmice i u Francuskoj. U kolovozu 2012. godine klub je potpisao dvogodišnji sponzorski ugovor s korejskim proizvođačem automobila Hyundai pa su od sezone 2012./13. na svojim dresovima kao glavnog sponzora stavili upravo logo Hyundaija.
Manji sponzori kluba su LG, APICIL i MDA Électroménager. U utakmicama francuskog kupa, klub nosi dresove koje sponzoriraju SFR, Caisse d'Épargne i Pitch budući su oni glavni sponzori francuskog nogometnog saveza. Tijekom utakmica lige kupa, Lyon nosi dresove s logom Speedy Triangle, budući su oni glavni sponzor tog natjecanja.

### Sponzori dresova i njihovi proizvođači

#### Proizvođači dresova
- 1984. – 1993.: Duarig
- 1993. – 1998.: Nike
- 1998. – 2003.: Adidas
- 2003. – 2010.: Umbro
- 2010. – danas: Adidas

#### Sponzori dresova
- 1984. – 1989.: Giraudy Affichage
- 1989. – 1991.: Le69
- 1991. – 1992.: Zenith Datasystem, Canal+
- 1992. – 1993.: Giraudy, Candia
- 1993. – 1999.: Sodexho, Justin Bridou
- 1999. – 2001.: Infogrames
- 2001. – 2003.: Continental
- 2003. – 2006.: Renault Trucks/LG
- 2006. – 2009.: Ticket Restaurant/Novotel
- 2009. – 2010.: PlayStation 3/Kool Sheen
- 2010. – 2011.: Betclic
- 2011. – 2012.: Everest Poker/Renault Truck/Credit Agricole
- 2012. – danas: Hyundai/veolia environnement

## Klupski uspjesi

### Domaći uspjesi
Lyon je osvojio Ligue 1 sedam puta, što ga postavlja na četvrto mjesto najuspješnijih francuskih nogometnih klubova u povijesti. Ipak, od svih se razlikuje po tome što je svih 7 titula osvojio za redom, što do danas predstavlja apsolutni rekord. Klub je također osvojio 3 naslova prvaka Ligue 2, 5 naslova prvaka francuskog kupa, jedan naslov prvaka francuskog liga kupa i rekordnih 8 naslova prvaka francuskog superkupa.
Ligue 1:
- Prvak (7): 2001./02., 2002./03., 2003./04., 2004./05., 2005./06., 2006./07., 2007./08.

Ligue 2:
- Prvak (3): 1951., 1954., 1988./89.

Francuski kup:
- Osvajač (5): 1964., 1967., 1972./73., 2007./08., 2011./12.

Trophée des Champions:
- Osvajač (8): 1972./73., 2001./02., 2002./03., 2003./04., 2004./05., 2005./06., 2006./07., 2011./12.

Coupe de la Ligue:
- Osvajač (1): 2000./01.

### Europski uspjesi
UEFA Liga prvaka:
- Polufinale (2): 2009./10., 2019./20.

Intertoto kup:
- Osvajač (1): 1997.

## Treneri
Olympique Lyonnais je do sada imao 27 trenera od kad je Oscar Heisserer postao prvi trener, davne 1950. godine. Heisserer je također bio i prvi trener-igrač kluba, koji je tijekom svoje posljednje sezone odlučio izaći iz mirovine i zaigrati za klub. Trener koji se najduže zadržao na klupi Lyona bio je Aimé Mignot. Vodio je klub punih 8 godina, od 1968. do 1976. godine. Alain Perrin, koji je vodio klub u sezoni 2007./08., prvi je trener Lyona koji je osvojio dvostruku krunu (Ligue 1 i francuski kup). 

### Trenutačno trenersko osoblje
Od 23. svibnja 2014.
| Radno mjesto     | Ime i prezime  |
| ---------------- | -------------- |
| Trener           | Bruno Génésio  |
| Pomoćni menadžer | Gérald Baticle |
| Pomoćni menadžer | Caçapa         |
| Trener vratara   | Joël Bats      |

### Popis dosadašnjih trenera Lyona
| - Oscar Heisserer (1950. – 1954.) - Julien Darui (1954. – 1955.) - Lucien Troupel (1955. – 1959.) - Gaby Robert (1959. – 1961.) - Manuel Fernandez (1961. – 1962.) - Lucien Jasseron (1962. – 1966.) - Louis Hon (1966. – 1968.) - Aimé Mignot (1968. – 1976.) - Aimé Jacquet (1976. – 1980.) - Jean-Pierre Destrumelle (1980. – 1981.) - Vladica Kovačević (1981. – 1983.) - Robert Herbin (1983. – 1985.) - Robert Nouzaret (1985. – 1987.) - Denis Papas (1987. – 1988.) |  | - Marcel Le Borgne (1988.) - Raymond Domenech (1988. – 1993.) - Jean Tigana (1993. – 1995.) - Guy Stéphan (1995. – 1996.) - Bernard Lacombe (1996. – 2000.) - Jacques Santini (2000. – 2002.) - Paul Le Guen (2002. – 2005.) - Gérard Houllier (2005. – 2007.) - Alain Perrin (2007. – 2008.) - Claude Puel (2008. – 2011.) - Rémi Garde (2011. – 2014.) - Hubert Fournier (2014. – 2015.) - Bruno Génésio (2015. - ) |

## Vanjske poveznice
- Olympique Lyonnais (fr.)/(engl.)
- ESPNsoccernet: Olympique Lyonnais  Arhivirana inačica izvorne stranice od 13. listopada 2012. (Wayback Machine) (engl.)
- Lyon formations at football-lineups.com[neaktivna poveznica] (engl.)